# Cardiff Rose
Cardiff Rose je čtvrté sólové studiové album amerického zpěváka Rogera McGuinna. vydáno bylo v květnu roku 1976 společností Columbia Records. Nahráno bylo ve studiu Record Plant a jeho producentem byl Mick Ronson. Ronson s McGuinnem v té době oba hráli na turné Rolling Thunder Revue písničkáře Boba Dylana.

## Seznam skladeb
Autory všech skladeb jsou Roger McGuinn a Jacques Levy, pokud není uvedeno jinak.
1. Take Me Away – 3:00
2. Jolly Roger – 4:56
3. Rock and Roll Time (McGuinn, Kris Kristofferson, Bob Neuwirth) – 2:46
4. Friend (McGuinn) – 2:07
5. Partners in Crime – 4:52
6. Up to Me (Bob Dylan) – 5:36
7. Round Table – 4:05
8. Pretty Polly (tradicionál, aranžmá McGuinn) – 3:17
9. Dreamland (Joni Mitchell) – 5:20

## Obsazení
- Roger McGuinn – zpěv, kytara
- Mick Ronson – kytara, zobcová flétna, akordeon, klavír, varhany, autoharfa, perkuse, zpěv
- David Mansfield – kytara, mandolína, housle, banjo, varhany, perkuse
- Rob Stoner – baskytara, perkuse, zpěv
- Howie Wyeth – bicí, perkuse
- Timmy Schmit – zpěv
- Kim Hitchcroft – saxofon